# Distretto di Bieruń-Lędziny
Il distretto di Bieruń-Lędziny (in polacco powiat bieruńsko-lędziński) è un distretto polacco appartenente al voivodato della Slesia.

## Geografia antropica

### Suddivisioni amministrative
Il distretto comprende 5 comuni.
- Comuni urbani: Bieruń, Imielin, Lędziny
- Comuni rurali: Bojszowy, Chełm Śląski